# Cupa Campionilor Europeni 1972-1973
Ediția a șaptesprezecea a Cupei Campionilor Europeni, desfășurată în sezonul 1972-1973 a fost câștigată, pentru a treia oară la rând, de Ajax Amsterdam, care a învins-o în finală pe Juventus Torino.

## Prima rundă
| Echipa 1         | Scor gen. | Echipa 2       | Tur | Retur |
| ---------------- | --------- | -------------- | --- | ----- |
| ȚSKA Sofia       | 4–1       | Panathinaikos  | 2–1 | 2–0   |
| Ajax             | –         | –              | –   | –     |
| Galatasaray      | 1–7       | Bayern München | 1–1 | 0–6   |
| Waterford United | 2–3       | Omonia         | 2–1 | 0–2   |
| Wacker           | 0–3       | Dinamo Kiev    | 0–1 | 0–2   |
| Sliema Wanderers | 0–10      | Górnik Zabrze  | 0–5 | 0–5   |
| Aris             | 0–6       | Argeș Pitești  | 0–2 | 0–4   |
| Real Madrid      | 4–0       | Keflavík       | 3–0 | 1–0   |
| Marseille        | 1–3       | Juventus       | 1–0 | 0–3   |
| Magdeburg        | 9–1       | TPS            | 6–0 | 3–1   |
| Celtic           | 5–2       | Rosenborg      | 2–1 | 3–1   |
| Újpesti Dózsa    | 4–3       | Basel          | 2–0 | 2–3   |
| Spartak Trnava   | –         | –              | –   | –     |
| Anderlecht       | 7–2       | Vejle          | 4–2 | 3–0   |
| Derby County     | 4–1       | Željezničar    | 2–0 | 2–1   |
| Malmö FF         | 2–4       | Benfica        | 1–0 | 1–4   |

1. ↑  Inițial pierdut de Panathinaikos cu 1–2, cu ȚSKA câștigătoare la penaltiuri după ce a înscris 3 goluri din 3, Panathinaikos 2 din 4. Panathinaikos a făcut plângere la UEFA, iar meciul a fost anulat și rejucat în următoarea lună.[1][2]

### Prima manșă
| ȚSKA Sofia                  | 2–1     | Panathinaikos |
| --------------------------- | ------- | ------------- |
| Kolev 24' (pen.) Yankov 71' | Detalii | Verón 59'     |

| Galatasaray | 1–1     | Bayern München |
| ----------- | ------- | -------------- |
| Ünder 55'   | Detalii | Müller 66'     |

| Waterford United | 2–1     | Omonia       |
| ---------------- | ------- | ------------ |
| Hale 5', 10'     | Detalii | Rotsidis 79' |

| Wacker | 0–1     | Dinamo Kiev |
| ------ | ------- | ----------- |
|        | Detalii | Puzach 88'  |

| Sliema Wanderers | 0–5     | Górnik Zabrze                                |
| ---------------- | ------- | -------------------------------------------- |
|                  | Detalii | Lubański 25', 27', 39' Banaś 82' Wilczek 87' |

| Aris | 0–2     | Argeș Pitești              |
| ---- | ------- | -------------------------- |
|      | Detalii | Troi 58' Dobrin 89' (pen.) |

| Real Madrid                    | 3–0     | Keflavík |
| ------------------------------ | ------- | -------- |
| Santillana 15', 30' Grande 90' | Detalii |          |

| Marseille  | 1–0     | Juventus |
| ---------- | ------- | -------- |
| Bonnel 52' | Detalii |          |

| Magdeburg                                                   | 6–0     | TPS |
| ----------------------------------------------------------- | ------- | --- |
| Mewes 5' Pommerenke 24', 79' Seguin 30' Sparwasser 38', 45' | Detalii |     |

| Celtic               | 2–1     | Rosenborg   |
| -------------------- | ------- | ----------- |
| Macari 15' Deans 45' | Detalii | Wirkola 55' |

| Újpesti Dózsa         | 2–0     | Basel |
| --------------------- | ------- | ----- |
| Horváth 57' Zámbó 60' | Detalii |       |

| Anderlecht                                        | 4–2     | Vejle                    |
| ------------------------------------------------- | ------- | ------------------------ |
| Ejderstedt 49' Rensenbrink 59', 62' Van Himst 85' | Detalii | Johansen 64' (pen.), 67' |

| Derby County              | 2–0     | Željezničar |
| ------------------------- | ------- | ----------- |
| McFarland 38' Gemmill 53' | Detalii |             |

| Malmö FF    | 1–0     | Benfica |
| ----------- | ------- | ------- |
| Larsson 11' | Detalii |         |

### A doua manșă
| Panathinaikos                | 2–1 (d.p.) | ȚSKA Sofia  |
| ---------------------------- | ---------- | ----------- |
| Verón 18' De Melo 20' (pen.) | Raport     | Trankov 68' |
|                              | 2–3        |             |

The game was annulled due to errors in the penalty shootout procedures
| Panathinaikos | 0–2     | ȚSKA Sofia          |
| ------------- | ------- | ------------------- |
|               | Detalii | Zhekov 4' Kolev 46' |

ȚSKA Sofia s-a calificat cu scorul general de 4–1.
| Bayern München                                                           | 6–0     | Galatasaray |
| ------------------------------------------------------------------------ | ------- | ----------- |
| Müller 14', 78' Hoeneß 29' Schneider 35' Beckenbauer 76' (pen.) Roth 88' | Detalii |             |

Bayern München s-a calificat cu scorul general de 7–1.
| Omonia            | 2–0     | Waterford United |
| ----------------- | ------- | ---------------- |
| Chelebis 18', 63' | Detalii |                  |

Omonia s-a calificat cu scorul general de 3–2.
| Dinamo Kiev          | 2–0     | Wacker |
| -------------------- | ------- | ------ |
| Puzach 23' Damin 51' | Detalii |        |

Dinamo Kiev s-a calificat cu scorul general de 3–0.
| Górnik Zabrze                                           | 5–0     | Sliema Wanderers |
| ------------------------------------------------------- | ------- | ---------------- |
| Szołtysik 1' Lubański 31' Szarmach 62', 90' Oślizło 67' | Detalii |                  |

Górnik Zabrze s-a calificat cu scorul general de 10–0.
| Argeș Pitești                      | 4–0     | Aris |
| ---------------------------------- | ------- | ---- |
| Dobrin 2', 47' (pen.) Radu 5', 25' | Detalii |      |

Argeș Pitești s-a calificat cu scorul general de 6–0.
| Keflavík | 0–1     | Real Madrid |
| -------- | ------- | ----------- |
|          | Detalii | Verdugo 89' |

Real Madrid s-a calificat cu scorul general de 4–0.
| Juventus                   | 3–0     | Marseille |
| -------------------------- | ------- | --------- |
| Bettega 4', 37' Haller 44' | Detalii |           |

Juventus s-a calificat cu scorul general de 3–1.
| TPS         | 1–3     | Magdeburg                              |
| ----------- | ------- | -------------------------------------- |
| Toivola 73' | Detalii | Sparwasser 52', 87' Jalonen 72' (o.g.) |

Magdeburg s-a calificat cu scorul general de 9–1.
| Rosenborg        | 1–3     | Celtic                   |
| ---------------- | ------- | ------------------------ |
| Christiansen 38' | Detalii | Macari 55', 88' Hood 83' |

Celtic s-a calificat cu scorul general de 5–2.
| Basel                      | 3–2     | Újpesti Dózsa |
| -------------------------- | ------- | ------------- |
| Balmer 75', 83' Hasler 65' | Detalii | Bene 46', 89' |

Újpesti Dózsa s-a calificat cu scorul general de 4–3.
| Vejle | 0–3     | Anderlecht                       |
| ----- | ------- | -------------------------------- |
|       | Detalii | Volders 61' Rensenbrink 85', 87' |

Anderlecht s-a calificat cu scorul general de 7–2.
| Željezničar | 1–2     | Derby County         |
| ----------- | ------- | -------------------- |
| Sprečo 60'  | Detalii | Hinton 9' O'Hare 15' |

Derby County s-a calificat cu scorul general de 4–1.
| Benfica                                                   | 4–1     | Malmö FF          |
| --------------------------------------------------------- | ------- | ----------------- |
| Rui Jordão 24' António Simões 29' Eusébio 43' (pen.), 60' | Detalii | Tapper 89' (pen.) |

Benfica s-a calificat cu scorul general de 4–2.

## A doua rundă
| Echipa 1       | Scor gen. | Echipa 2      | Tur | Retur |
| -------------- | --------- | ------------- | --- | ----- |
| ȚSKA Sofia     | 1–6       | Ajax          | 1–3 | 0–3   |
| Bayern München | 13–0      | Omonia        | 9–0 | 4–0   |
| Dinamo Kiev    | 3–2       | Górnik Zabrze | 2–0 | 1–2   |
| Argeș Pitești  | 3–4       | Real Madrid   | 2–1 | 1–3   |
| Juventus       | 2–0       | Magdeburg     | 1–0 | 1–0   |
| Celtic         | 2–4       | Újpesti Dózsa | 2–1 | 0–3   |
| Spartak Trnava | 2–0       | Anderlecht    | 1–0 | 1–0   |
| Derby County   | 3–0       | Benfica       | 3–0 | 0–0   |

### Prima manșă
| ȚSKA Sofia | 1–3     | Ajax                          |
| ---------- | ------- | ----------------------------- |
| Zhekov 27' | Detalii | Swart 13' Keizer 32' Haan 52' |

| Bayern München                                                        | 9–0     | Omonia |
| --------------------------------------------------------------------- | ------- | ------ |
| Müller 14', 37', 54', 73', 74' Hoeneß 25' Roth 42' Schneider 69', 82' | Detalii |        |

| Dinamo Kiev            | 2–0     | Górnik Zabrze |
| ---------------------- | ------- | ------------- |
| Muntyan 60' Puzach 75' | Detalii |               |

| Argeș Pitești                   | 2–1     | Real Madrid |
| ------------------------------- | ------- | ----------- |
| Dobrin 22' (pen.) Prepurgel 62' | Detalii | Anzarda 41' |

| Juventus     | 1–0     | Magdeburg |
| ------------ | ------- | --------- |
| Anastasi 66' | Detalii |           |

| Celtic            | 2–1     | Újpesti Dózsa |
| ----------------- | ------- | ------------- |
| Dalglish 60', 75' | Detalii | Bene 38'      |

| Spartak Trnava | 1–0     | Anderlecht |
| -------------- | ------- | ---------- |
| Kabát 46'      | Detalii |            |

| Derby County                        | 3–0     | Benfica |
| ----------------------------------- | ------- | ------- |
| McFarland 6' Hector 8' McGovern 40' | Detalii |         |

### A doua manșă
| Ajax                            | 3–0     | ȚSKA Sofia |
| ------------------------------- | ------- | ---------- |
| Cruyff 13', 75' Blankenburg 15' | Detalii |            |

Ajax s-a calificat cu scorul general de 6–1.
| Omonia | 0–4     | Bayern München                        |
| ------ | ------- | ------------------------------------- |
|        | Detalii | Roth 29' Müller 42', 66' Hoffmann 50' |

Bayern München s-a calificat cu scorul general de 13–0.
| Górnik Zabrze           | 2–1     | Dinamo Kiev |
| ----------------------- | ------- | ----------- |
| Lubański 30' Gorgoń 62' | Detalii | Blokhin 25' |

Dinamo Kiev s-a calificat cu scorul general de 3–2.
| Real Madrid                    | 3–1     | Argeș Pitești |
| ------------------------------ | ------- | ------------- |
| Santillana 18', 87' Grande 46' | Detalii | Radu 44'      |

Real Madrid s-a calificat cu scorul general de 4–3.
| Magdeburg | 0–1     | Juventus       |
| --------- | ------- | -------------- |
|           | Detalii | Cuccureddu 51' |

Juventus s-a calificat cu scorul general de 2–0.
| Újpesti Dózsa                   | 3–0     | Celtic |
| ------------------------------- | ------- | ------ |
| Bene 7', 24' Fazekas 15' (pen.) | Detalii |        |

Újpesti Dózsa s-a calificat cu scorul general de 4–2.
| Anderlecht | 0–1     | Spartak Trnava |
| ---------- | ------- | -------------- |
|            | Detalii | Masrna 88'     |

Spartak Trnava s-a calificat cu scorul general de 2–0.
| Benfica | 0–0     | Derby County |
| ------- | ------- | ------------ |
|         | Detalii |              |

Derby County s-a calificat cu scorul general de 3–0.

## Sferturi
| Echipa 1       | Scor gen. | Echipa 2       | Tur | Retur |
| -------------- | --------- | -------------- | --- | ----- |
| Ajax           | 5–2       | Bayern München | 4–0 | 1–2   |
| Dinamo Kiev    | 0–3       | Real Madrid    | 0–0 | 0–3   |
| Juventus       | 2–2 (a)   | Újpesti Dózsa  | 0–0 | 2–2   |
| Spartak Trnava | 1–2       | Derby County   | 1–0 | 0–2   |

### Prima manșă
| Ajax                                   | 4–0     | Bayern München |
| -------------------------------------- | ------- | -------------- |
| Haan 53', 70' G. Mühren 68' Cruyff 89' | Detalii |                |

| Dinamo Kiev | 0–0     | Real Madrid |
| ----------- | ------- | ----------- |
|             | Detalii |             |

| Juventus | 0–0     | Újpesti Dózsa |
| -------- | ------- | ------------- |
|          | Detalii |               |

| Spartak Trnava | 1–0     | Derby County |
| -------------- | ------- | ------------ |
| Horváth 42'    | Detalii |              |

### A doua manșă
| Bayern München  | 2–1     | Ajax      |
| --------------- | ------- | --------- |
| Müller 29', 37' | Detalii | Keizer 7' |

Ajax s-a calificat cu scorul general de 5–2.
| Real Madrid                           | 3–0     | Dinamo Kiev |
| ------------------------------------- | ------- | ----------- |
| Santillana 2' Aguilar 36' Amancio 81' | Detalii |             |

Real Madrid s-a calificat cu scorul general de 3–0.
| Újpesti Dózsa       | 2–2     | Juventus                  |
| ------------------- | ------- | ------------------------- |
| Bene 1' A. Tóth 13' | Detalii | Altafini 30' Anastasi 56' |

Juventus 2–2 Újpesti Dózsa . Juventus s-a calificat cu scorul general de datorită golului marcat în deplasare.
| Derby County    | 2–0     | Spartak Trnava |
| --------------- | ------- | -------------- |
| Hector 40', 51' | Detalii |                |

Derby County s-a calificat cu scorul general de 2–1.

## Semifinale
| Echipa 1 | Scor gen. | Echipa 2     | Tur | Retur |
| -------- | --------- | ------------ | --- | ----- |
| Ajax     | 3–1       | Real Madrid  | 2–1 | 1–0   |
| Juventus | 3–1       | Derby County | 3–1 | 0–0   |

### Prima manșă
| Ajax                  | 2–1     | Real Madrid |
| --------------------- | ------- | ----------- |
| Hulshoff 67' Krol 77' | Detalii | Pirri 84'   |

| Juventus                     | 3–1     | Derby County |
| ---------------------------- | ------- | ------------ |
| Altafini 27', 84' Causio 65' | Detalii | Hector 29'   |

### A doua manșă
| Real Madrid | 0–1     | Ajax          |
| ----------- | ------- | ------------- |
|             | Detalii | G. Mühren 50' |

Ajax s-a calificat cu scorul general de 3–1.
| Derby County | 0–0     | Juventus |
| ------------ | ------- | -------- |
|              | Detalii |          |

Juventus s-a calificat cu scorul general de 3–1.

## Finala
| Ajax   | 1–0     | Juventus |
| ------ | ------- | -------- |
| Rep 5' | Detalii |          |

## Golgheteri
Golgheterii sezonului de Cupa Campionilor Europeni 1972–73 sunt:
| Loc | Nume                 | Echipă         | Goluri |
| --- | -------------------- | -------------- | ------ |
| 1   | Gerd Müller          | Bayern München | 12     |
| 2   | Ferenc Bene          | Újpesti Dózsa  | 6      |
| 3   | Włodzimierz Lubański | Górnik Zabrze  | 5      |
| 3   | Santillana           | Real Madrid    | 5      |
| 5   | Nicolae Dobrin       | Argeș Pitești  | 3      |
| 5   | Kevin Hector         | Derby County   | 3      |
| 5   | Rob Rensenbrink      | Anderlecht     | 3      |
| 5   | Jürgen Sparwasser    | Magdeburg      | 3      |
| 9   | José Altafini        | Juventus       | 3      |
| 9   | Arie Haan            | Ajax           | 3      |
| 9   | Johan Cruyff         | Ajax           | 3      |
| 9   | Lou Macari           | Celtic         | 3      |
| 9   | Anatoliy Puzach      | Dinamo Kiev    | 3      |
| 9   | Constantin Radu      | Argeș Pitești  | 3      |
| 9   | Franz Roth           | Bayern München | 3      |
| 9   | Edgar Schneider      | Bayern München | 3      |